# رودی بوشویتز
رودی بوشویتز (به انگلیسی: Rudy Boschwitz) سناتور سابق عضو حزب جمهوری‌خواه ایالات متحده آمریکا بود. وی در سال ۱۹۷۹ تا ۱۹۹۱ میلادی سناتور ایالت مینه‌سوتا در سنای ایالات متحده آمریکا بود.